# Mondadizza
Mondadizza (Mondadicia in dialetto locale) è una frazione di 391 abitanti (al 31 dicembre 2022) del comune di Sondalo.
Mondadizza può essere considerata tradizionalmente come la più importante frazione del comune di Sondalo, difatti nel 1816 era prevista l'attivazione del Comune di Sondalo con Mondadizza.
Il territorio della frazione si trova sulla riva sinistra dell'Adda ed è delimitato dal torrente Scala, che la separa da Grailè e dal torrente Lenasco, che la separa dall'ex frazione di Bolladore, ora aggregata all'abitato di Sondalo.
La frazione è sede dal 1724 della parrocchia di Mondadizza, dedicata a San Giovanni Battista; è inoltre presente un'altra chiesa dedicata a San Giovanni Nepomuceno, con annesso il cimitero del paese.
Dal 2019 si svolge nel paese l'evento Mondadizza Music Week, evento di musica classica organizzato da La Fondazione La Società dei Concerti di Milano.
Nel paese è inoltre presente una sede della ditta farmaceutica Baxter International.